# 脉旺镇
脉旺镇，是中华人民共和国湖北省孝感市汉川市下辖的一个乡镇级行政单位。

## 行政区划
脉旺镇下辖以下地区：
脉北社区、马集村、直形村、刘口村、小垸子村、张湾村、桃鹤洲村、张坮村、刘坮村、陈垸村、桃花村、桃闸村、三台村和脉南村。